# 村松誠
村松 誠（むらまつ まこと、1947年 - ）はイラストレーター。
静岡県藤枝市に生まれる。武蔵野美術短期大学卒業。
1979年から『ビッグコミックオリジナル』（小学館）の表紙イラストを担当。猫と人間の表情を融合させたような、リアルでコミカルなイラストが特徴とされる。その描かれた猫は「むらまつねこ」とも呼ばれる。第45回（1999年度）小学館漫画賞受賞（表紙画）。その他に審査員特別賞、準朝日広告賞などを受賞している。